# یوخاری آختاچی
یوخاری آختاچی (به لاتین: Yuxarı Axtaçı) یک منطقه مسکونی در جمهوری آذربایجان است که در شهرستان صابرآباد واقع شده‌است. یوخاری آختاچی ۹۳۰ نفر جمعیت دارد.